# Minucella divaricata
Minucella divaricata är en insektsart som beskrevs av Wei, Zhang och Webb 2008. Minucella divaricata ingår i släktet Minucella och familjen dvärgstritar. Inga underarter finns listade i Catalogue of Life.